# Ferrovia Tripoli-Tagiura
La ferrovia Tripoli-Tagiura era una delle linee ferroviarie costruite in Libia nel periodo del colonialismo italiano.
Congiungeva la capitale, Tripoli, con la cittadina di Tagiura, posta alcuni chilometri ad est.
La ferrovia utilizzava lo scartamento ridotto italiano di 950 mm.

## Storia
I lavori della linea furono iniziati dal Regio Esercito poco dopo lo sbarco a Tripoli, il 17 gennaio 1912; già il 27 febbraio una coppia di treni al giorno faceva regolare servizio tra Tripoli e il forte Fornaci di Tagiura, il 1º marzo le coppie di treni divennero due e il 17 marzo la linea era arrivata ad Ain Zara. Il servizio regolare iniziò il 20 aprile 1912; il 13 luglio fu inaugurato il tronco tra il forte Fornaci e il forte di Tagiura, attivato il 27 dello stesso mese.
Il 1º maggio 1913 l'esercizio delle linee ferroviarie tripolitane passò dall'esercito alle Ferrovie dello Stato; il 31 marzo 1930 la gestione, insieme a quella delle altre ferrovie coloniali italiane, passò alla Società Nazionale per le Ferrovie Coloniali Italiane, costituitasi l'anno precedente per opera del Banco di Roma.
Poco prima della Seconda guerra mondiale iniziò la costruzione del prolungamento della linea verso Misurata: entro il 1941 erano stati ultimati 14 chilometri di piattaforma stradale dei 75 tra Tagiura e Littoriano; per l'armamento fu utilizzato quello della linea Tripoli-Garian, in parte smantellato. I lavori furono sospesi nell'autunno 1942, quando il tronco Tagiura-Misurata era quasi ultimato e il tronco Misurata-Sirte in avanzato stato di costruzione.
A guerra terminata le linee ferroviarie libiche si rivelarono insufficienti; rimasero in servizio sino al 1962 prima di essere smantellate.

## Percorso
|  | Unknown route-map component "exSTR" |

|  | Unknown route-map component "exBHF" |

|  | Unknown route-map component "exBHF" |

|  | Unknown route-map component "exBHF" |

|  | Unknown route-map component "exBHF" |

|  | Unknown route-map component "exBHF" |

| Unknown route-map component "exSTR+l" | Unknown route-map component "exABZgr" |

| Unknown route-map component "exKBHFe" | Unknown route-map component "exSTR" |

|  | Unknown route-map component "exBHF" |

|  | Unknown route-map component "exBHF" |

|  | Unknown route-map component "exBHF" |

|  | Unknown route-map component "exKBHFe" |